# Minkuotang
Die Minkuotang (MKT; chinesisch 民國黨, Pinyin Mínguódǎng; „Republikanische Partei“) war eine politische Partei in der Republik China auf Taiwan. Die Partei wurde am 13. März 2015 durch die frühere Kuomintang-Abgeordnete Hsu Hsin-ying gegründet. Politisch gehört sie ins konservative Spektrum. Ihre Gründungsversammlung hielt die Partei am 18. März 2015 ab. Am 25. Januar 2019 ging die Partei in der Kongressparteiallianz (國會政黨聯盟) auf.

## Geschichte
Parteigründerin und erste Vorsitzende ist Hsu Hsin-ying (徐欣瑩), die bei der Wahl des Legislativ-Yuans 2012 für die Kuomintang (KMT) in Hsinchu gewählt worden war. Sie war damals die Kandidatin mit der landesweit höchsten Stimmenzahl gewesen. Am 28. Januar 2015 kündigte sie ihren Austritt aus der KMT an und gab später die Gründung einer eigenen Partei bekannt. Anlässlich der Gründung erklärte sie, eine „dritte Kraft“ neben der KMT und DPP schaffen zu wollen, um „das zu erreichen, was die Öffentlichkeit von ihr erwarte“. Konkrete Aussagen zur inhaltlichen Positionierung insbesondere in Abgrenzung zur Kuomintang sind bisher nicht bekannt geworden.
Im November 2015 erkor James Soong, einer der Präsidentschaftskandidaten bei der anstehenden Präsidentenwahl 2016 Hsu zu seiner Kandidatin für die Vizepräsidentschaft. Das Duo Soong–Hsu erzielte bei der Wahl am 16. Januar 2016 mit 12,84 % der Stimmen einen Achtungserfolg. Bei der am selben Tag stattfindenden Wahl des Legislativ-Yuan stellte die MKT in vier der 73 Wahlkreise eigene Kandidaten auf. Im Landkreis Hsinchu kandidierte Hsu Hsin-ying, und drei weitere MKT-Parteigänger kandidierten jeweils in einem der Wahlkreise des Landkreises Miaoli, der Städte Taipeh und Neu-Taipeh. Keiner der Kandidaten war erfolgreich und die Vorsitzende Hsu Hsin-ying verlor ihren bisherigen Parlamentssitz. Bei der landesweiten Wahl erzielte die MKT 197.627 Stimmen (1,62 %) und landete damit weit unter der 5 %-Hürde, die für den Einzug in den Legislativ-Yuan überwunden werden muss.
Am 25. Januar 2019 fusionierte die Partei mit anderen politischen Gruppen zur neu gegründeten Kongressparteiallianz.